# Bitwa pod Wanat
Bitwa pod Wanat – starcie zbrojne stoczone 13 lipca 2008 roku podczas ataku oddziału 200 talibów wspomaganych przez terrorystów z Al-Kaidy w prowincji Kunar pod miejscowością Wanat na stanowiska 173 Brygady Powietrznodesantowej armii USA.
Bitwa była częścią operacji NATO przeprowadzanej w południowo-wschodnim Afganistanie w 2008 roku. W prowincji Kunar rozmieszczono patrole USA, co zakłócało talibom działalność w tej prowincji i swobodne przemieszczanie się ich z Pakistanu do centralnego Afganistanu. Patrole te były już kilka razy atakowane przez talibów w czerwcu 2008, lecz bez pożądanego skutku.

## Bitwa
Atak na amerykańskich i afgańskich żołnierzy rozpoczął się około 4:30 rano i trwał przez cały dzień. Talibowie z zasadzki zaczęli ostrzeliwać stanowiska NATO. Siły NATO odpowiedziały karabinami maszynowymi, granatami, moździerzem. Następnie, jeszcze przed południem, talibowie zniszczyli amerykański pojazd z wyrzutnią BGM-71 TOW.
Po tym incydencie talibowie, idąc za ciosem, zaatakowali placówkę za pomocą granatników; w wyniku tego ataku zginęło 5 żołnierzy USA, a trzech innych zostało rannych.  Koalicja oddziałów odpowiedziała z karabinów maszynowych, granatów i artylerii.
Zacięta walka trwała następnie ponad 2 godziny. Talibom udało się wtedy przełamać bariery żołnierzy USA zbudowane z podstaw glinianych[???]. Po bardzo wyczerpującej walce i atakom z powietrza, talibowie się wycofali na około pół godziny, po czym znów zaatakowali stanowiska USA. Atak ten był skuteczny, bowiem zginęło kolejnych 4 żołnierzy. Później samoloty uderzeniowe amerykańskich wojsk lotniczych – A-10 i F-15E – zaczęły bombardować pole bitwy. Według sił zbrojnych USA zginęło około 21 talibów. Po bitwie napastnicy natychmiast wycofali się z miasta.
Kapitan Matthew Myer i 10 żołnierzy otrzymało później Srebrne Gwiazdy za odwagę na polu bitwy.